# Waui csata
A waui csata a második világháború csendes-óceáni hadszínterén, Új-Guineán zajlott 1943. január 28. és 30. között. A támadó japán csapatok célja az ausztrálok által ellenőrzött falu, Wau és repülőtere elfoglalása volt. A védők jóval kevesebben voltak, mint a támadók, de sikerült légi úton utánpótlást küldeni nekik, így visszaverték a japánokat.

## Előzmények
1942 márciusban a japánok elfoglalták az Új-Guinea keleti partján található Laét és Salamauát. Válaszul az ausztrálok két század kommandóst vezényeltek a Salamauától 45 kilométerre fekvő kis bányászfaluba, Wauba, amely a Bulola-völgy felső részén helyezkedett el. A falunak volt egy kicsi, nehezen megközelíthető repülőtere, amely jó kiindulópontja lehetett bármilyen szövetség támadásnak a japánok ellen, ráadásul Wauból ellenőrizni lehetett a Salamauából a sziget déli partjaira vezető ösvényt.
1942 március és augusztus között ausztrál gerillacsapatok, kódnevükön Kanga Force, tevékenykedtek az Wau és Salamaua között, az ösvény mentén. 1942. június 29-én az ausztrálok megtámadták a salamauai japán bázist. Az infrastruktúra jelentős részét megsemmisítették, és százfős veszteséget okoztak, miközben közülük csak hárman sebesültek meg könnyebben. Az ausztráloknak sikerült megszerezniük a Milne-öbölbe tervezett japán támadás terveit, amelyet bázisukra, Port Moresbybe küldtek tovább.
A Kanga Force járőrei több ezer négyzetkilométernyi területet jártak be és zaklatták az ellenséget. A japánok emiatt alaposan túlbecsülték az ausztrálok létszámát, és nem kezdeményeztek komolyabb akciókat Salamauától távol. Az ausztrálok előretolt bázisa Mubo volt, a Bitoi-folyó partján. 1942 augusztusában a japánok kitörtek Salamauból, és elfoglalták, majd megerősítették Mubót. Az ausztrálok kiürítették Waut, de mivel a japánok passzívak maradtak, így visszatértek a bányászfaluba. 1942 decemberében a Kanga Force erősítést kapott, így létszáma 600-ra emelkedett. Az ausztrálok 1943 januárjában több irányból megtámadták Mubót, és komoly veszteséget okoztak a falu védőinek.

## A csata

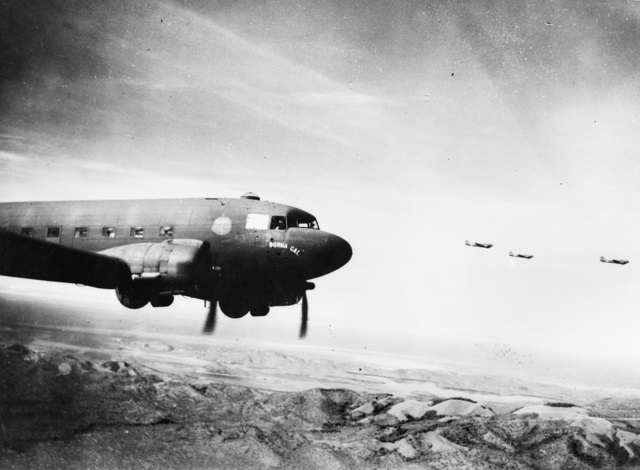
Dakoták tartanak Wau felé

1943 január elején légi úton erősítés érkezett Wauba, hogy biztosítsák a Buolo-völgyet. Válaszul a japánok Toru Okabe tábornok vezetésével háromezer katonát vezényeltek Laéba, majd a parton Mubóba vonultak, onnan pedig a szárazföld belseje, Wau felé vették az irányt. A szövetségesek január 21-én észlelték a csapatmozgást, és megkezdték az előkészületeket, hogy légi úton vigyenek erősítést Wauba, de a rossz időjárás miatt kénytelenek voltak leállítani az akciót január 26-án.
A harcok két nappal később kezdődtek, amikor a japánok belefutottak az eléjük küldött harmincfős ausztrál egységbe Wanduminál, hat kilométerre Wautól. Az ausztrálok a hajnal előtti támadást visszaverték, de a japánok a nap folyamán újra akcióba lendültek. Ekkor megkerülték a kisebb létszámú ausztrálokat, és nagyjából 300 méterre megközelítették a repülőteret.
Január 29-én az időjárás kedvezően változott az ausztrálok számára, így elkezdtek érkezni az erősítést szállító repülőgépek. A katonák a gépekről egyből a csatába érkeztek. Három nap alatt 194 repülő szállt le Wauban. Január 30-án a japánok még hajnalhasadás előtt támadást indítottak, de visszaverték őket, majd délután az ausztrálok ellentámadásba lendültek. A japánok ezután visszavonultak Salamauába, és több nagyobb akcióval már nem próbálkoztak.